# Calvos (Guimarães)
Calvos é uma povoação portuguesa do Município de Guimarães que foi sede da extinta Freguesia de Calvos, freguesia que tinha 2,04 km² de área. e 1 082 habitantes (2011) , e, por isso, uma densidade populacional de 530,4 hab/km².
A Freguesia de Calvos foi extinta em 2013, no âmbito de uma reforma administrativa nacional, para, em conjunto com a Freguesia de Serzedo, formar uma nova freguesia denominada União das Freguesias de Serzedo e Calvos com a sede em Serzedo.

## Património
- Igreja de São Lourenço de Calvos
- Santuário da Lapinha

## População
| População da freguesia de Calvos (1864 – 2011) | População da freguesia de Calvos (1864 – 2011) | População da freguesia de Calvos (1864 – 2011) | População da freguesia de Calvos (1864 – 2011) | População da freguesia de Calvos (1864 – 2011) | População da freguesia de Calvos (1864 – 2011) | População da freguesia de Calvos (1864 – 2011) | População da freguesia de Calvos (1864 – 2011) | População da freguesia de Calvos (1864 – 2011) | População da freguesia de Calvos (1864 – 2011) | População da freguesia de Calvos (1864 – 2011) | População da freguesia de Calvos (1864 – 2011) | População da freguesia de Calvos (1864 – 2011) | População da freguesia de Calvos (1864 – 2011) | População da freguesia de Calvos (1864 – 2011) |
| ---------------------------------------------- | ---------------------------------------------- | ---------------------------------------------- | ---------------------------------------------- | ---------------------------------------------- | ---------------------------------------------- | ---------------------------------------------- | ---------------------------------------------- | ---------------------------------------------- | ---------------------------------------------- | ---------------------------------------------- | ---------------------------------------------- | ---------------------------------------------- | ---------------------------------------------- | ---------------------------------------------- |
| 1864                                           | 1878                                           | 1890                                           | 1900                                           | 1911                                           | 1920                                           | 1930                                           | 1940                                           | 1950                                           | 1960                                           | 1970                                           | 1981                                           | 1991                                           | 2001                                           | 2011                                           |
| 263                                            | 264                                            | 262                                            | 277                                            | 290                                            | 273                                            | 314                                            | 389                                            | 473                                            | 604                                            | 673                                            | 804                                            | 978                                            | 983                                            | 1 082                                          |